# Ивлев, Иван Алексеевич
Иван Алексеевич Ивлев (род. 1 мая 1941, Ленинск-Кузнецкий, Новосибирская область) — российский политический деятель, депутат третьего созыва (1999—2003).

## Биография
Окончил горнотехническое училище, горный техникум, Кузбасский политехнический институт по специальности «горный инженер по технологии и комплексной механизации подземной разработки месторождений полезных ископаемых» в 1970 г.

### Депутат госдумы
19 декабря 1999 г. был избран депутатом Государственной Думы РФ третьего созыва по Ленинск-Кузнецкому одномандатному избирательному округу Nо 89 (Кемеровская область), выдвигался избирательным блоком "Межрегиональное движение «Единство» («МЕДВЕДЬ»), был членом фракции «Единство», членом Комитета ГД по энергетике, транспорту и связи.